# تامسیس، انتیوکیا
تامسیس، انتیوکیا (به اسپانیایی: Támesis, Antioquia) یک سکونتگاه مسکونی در کلمبیا است که در بخش انتیوکیا واقع شده‌است.

## خصوصیات
تامسیس ۲۴۳ کیلومترمربع مساحت و ۱۶٬۵۰۰ نفر جمعیت دارد و ۱٬۶۳۸ متر بالاتر از سطح دریا واقع شده‌است.